# Normetadon
A normetadon (INN: normethadone) olajos folyadék. Kábítószer (opioid receptor agonista). Hidroklorid sója 174–175 °C-on megolvadó, vízben és alkoholban oldódó kristály.
Köhögéscsillapító és fájdalomcsillapító gyógyszer, melyet akkor alkalmaznak, ha a köhögés nyálkahártyafertőzéssel jár együtt, és a gyengébb szerek hatástalanok maradtak.
Az agyban gátolja a köhögésreflexet, és az agyból a szervezet különböző részeibe küldött fájdalomjeleket.

## Ellenjavallatok
- MAOI[2]-val együtt szedés
- szamárköhögés
- minden olyan betegség vagy állapot, amely hányingerrel ill. hányással jár együtt.

Székrekedést okozhat. Hosszabb idejű szedése a szer iránti függőséghez vezethet.
A fiatal gyermekek légzőrendszere rendkívül érzékeny. A szer alkalmazását és az adagot gondosan mérlegelni kell.
A szer átjut a méhlepényen és az anyatejbe, ezért várandós és szoptató nőknek ellenjavallt.
Súlyos túladagolás a központi idegrendszer bénulását okozhatja. Az ellenszer a naloxon.

## Készítmények
Önállóan:
- Dacartil
- Eucopon
- Isoamidone I
- Isomethadone I
- Mepidon
- Noramidone
- Normedon

Kombinációban:
- Cophylac Expectorant
- Ticarda
- Cophylac

Magyarországon nincs forgalomban normetadon-tartalmú készítmény.